# Anyse de Thessalonique
Saint Anyse ou Anysios ou Anyse de Thessalonique, (†406 ou 407), évêque de Thessalonique ; fêté le 30 décembre.
Ne pas confondre avec Anysie de Thessalonique ou Sainte Anysie, fêtée le même jour.